# Myrcianthes borealis
Myrcianthes borealis är en myrtenväxtart som beskrevs av Mcvaugh. Myrcianthes borealis ingår i släktet Myrcianthes och familjen myrtenväxter. Inga underarter finns listade i Catalogue of Life.